# Cyathura bentotae
Cyathura bentotae là một loài chân đều trong họ Anthuridae. Loài này được Müller miêu tả khoa học năm 1991.